# Dąb Napoleona (powiat tczewski)
Dąb Napoleona – pomnik przyrody, dąb szypułkowy zlokalizowany w polu na zachód od Borkowa na Kociewiu, w gminie Morzeszczyn, przy drodze wojewódzkiej nr 234 ze Skórcza do Morzeszczyna.
Dąb ma około 300 lat i obwód pnia około pięć metrów. Według lokalnych przekazów odpoczywał pod nim Napoleon Bonaparte po jednej z potyczek (1807) z wojskami pruskimi. 23 czerwca 2009, około godz. 22.00, został powalony przez silną wichurę i w większości obecnie leży (stoi tylko niewielka część pnia). Symbol tego dębu znajduje się na tarczy herbowej Gminy Morzeszczyn. 

## Galeria

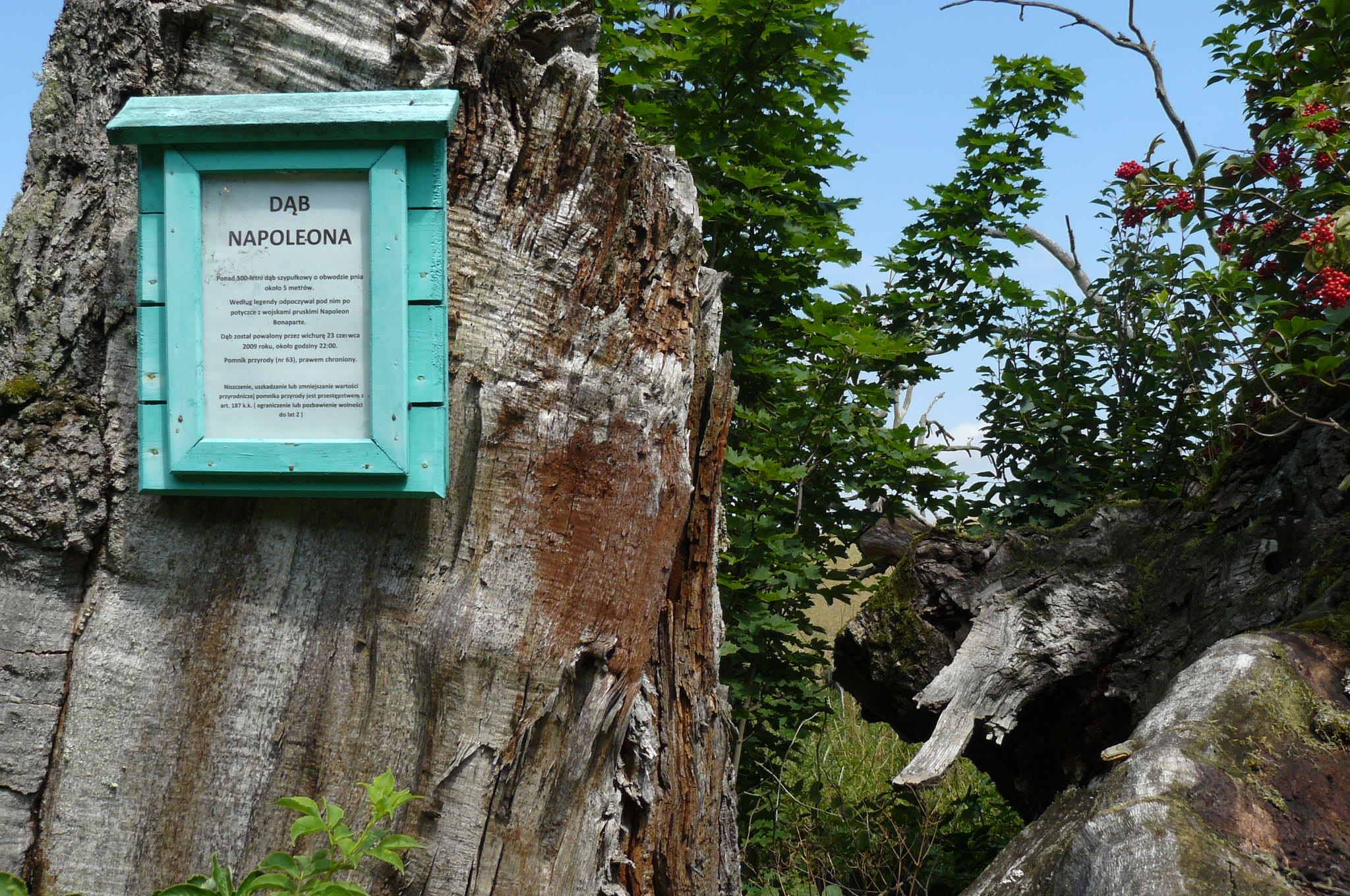
Tablica
Herb gminy Morzeszczyn